# Odonteus simi
Odonteus simi är en skalbaggsart som beskrevs av Wallis 1928. Odonteus simi ingår i släktet Odonteus och familjen Bolboceratidae. Inga underarter finns listade i Catalogue of Life.